# شیرو شیموموتو
شیرو شیموموتو (انگلیسی: Shirō Shimomoto) هنرپیشه و کارگردان اهل ژاپن است که در سال 1948 میلادی به دنیا آمد و در فیلم های مختلفی به ایفای نقش پرداخت. وی کارگردانی چند فیلم را نیز بر عهده داشته است. 